# Варао (язык)
Вара́о — изолированный индейский язык, распространённый среди народа варао в дельте реки Ориноко.

## Классификация
Язык считается изолированным, однако существует гипотеза о «вароидных языках». В частности, Гренберри и Весселиус обнаружили параллели между варао и исчезнувшим языком гуанахатабеев, живших на западе Кубы в позднюю доколумбову эпоху, а также с другим исчезнувшим языком масорис (Macorix, Maçoris) — племени, обитавшего на северном побережье нынешней Доминиканской республики.

## Имя существительное
Образование сложных имён существительных:
- arotu: суффикс названия профессии

ibijiarotu: врач
- koina: суффикс названия инструмента

sitakoina: пишущая машинка
yaburukoina: лестница
- noko: суффикс топонима, названия места

janoko: место для лодки, дом

## Имя прилагательное
- Сравнительная степень с оттенком превосходства образуется при помощи служебного слова kuarika.

«Tobe bero taera kuarika.»
Тигр — более сильный, чем собака.
- Сравнительная степень с оттенком уменьшения, уничижения образуется при помощи служебного слова yajoto или sabuka.

«Simo dijaba sabuka.»
Мёд — менее сладкий.

## Числительное
- 1 Isaka
- 2 Manamo
- 3 Dijanamo
- 4 Orabakaya
- 5 Mojabasi
- 6 Mojomatana isaka
- 7 Mojomatana manamo
- 8 Mojomatana dijamo
- 9 Mojomatana orabakaya
- 10 Mojoreko
- 20 warao isaka

## Краткий глоссарий
- белый: joko
- большой: ida
- вечереть, темнеть: ana
- вода: jo
- война: dariha
- вы: yatu
- говорить, разговаривать: wará
- год: joida
- голова: kua
- город: janokosebeida
- горький: ajera
- движение: diko
- длинноногий комара: kojoboto
- добрый день: yakerara
- думать: obojona
- дыра, пространство: kojo
- есть (питаться): najoro
- жар: iji
- жёлтый: simosimo
- женщина: tida
- животное: domu
- жир: toi
- закрывать: itaro
- змея: juba
- игуана: yoana
- инструмент: koina
- искать: najobu
- клитор: dobahi
- книга: karata
- колено: obaka
- кража: erijisa
- красный: simo
- крик: koita
- кровать: yajinoko
- левый: mojokabaya
- лиса: kebiji
- лужа: diri
- любить: amar (заимств. из испанского amar)
- мать: dani
- мы: oko
- небо: najamutu
- невестка: natororani
- нырнуть: kobo
- обувь: omunamu
- объединять, связывать: majá
- он: tai
- отец: dima
- палец: mohi
- покрывало: simara
- помогать: saneta
- пояс:kabe
- пузырёк воздуха: koba
- пять: mojobasi
- рот: doko
- свобода: koyobo
- сегодня: ama
- сейчас: ama
- сердце: kobe
- слушать: noko
- смех: eno, mare
- снизу: joaika
- спускаться: nanaka
- старый: nobo
- стекло: botoro
- темнота: imajana
- толстый: toi
- ты: iji
- усталый, скучный: basa
- учить(ся): namina
- холм: jota
- хорошо учиться: naminabu
- цветок: tokoyo
- человек: nibo
- червь: kimi
- число: nowara
- читать: teribú
- я: ine

## Некоторые выражения
- ¿Katuketi?: Как дела?

Возможные ответы:
- Bajukaya: Я здоров
- Bajuka sabuka: Как обычно
- Ajuka yana: Я не в порядке
- Asida: Плохо
- Yakera: Хорошо
- Yakera sabuka: Как обычно
- Omi: Пока
- Yakera guito: Очень хорошо